# Allos
Allos ist eine französische Gemeinde mit 816 Einwohnern (Stand 1. Januar 2022) im Département Alpes-de-Haute-Provence in der Region Provence-Alpes-Côte d’Azur. Sie gehört zum Kanton Castellane im Arrondissement Castellane.

## Geografie
Der Dorfkern liegt im Val d’Allos in den Seealpen sowie am Fluss Verdon. Im Westen der Gemeindegemarkung, auf 2230 m liegt ein Gebirgssee namens Lac d’Allos. Die angrenzenden Gemeinden sind:
- Uvernet-Fours im Norden,
- Entraunes im Osten,
- Colmars im Süden,
- Villars-Colmars im Südwesten,
- Prads-Haute-Bléone im Westen,
- Méolans-Revel im Nordwesten.

## Baudenkmäler
Siehe: Liste der Monuments historiques in Allos

## Bevölkerungsentwicklung
| 1962 | 1968 | 1975 | 1982 | 1990 | 1999 | 2008 | 2012 |
| ---- | ---- | ---- | ---- | ---- | ---- | ---- | ---- |
| 449  | 497  | 564  | 681  | 705  | 637  | 695  | 682  |

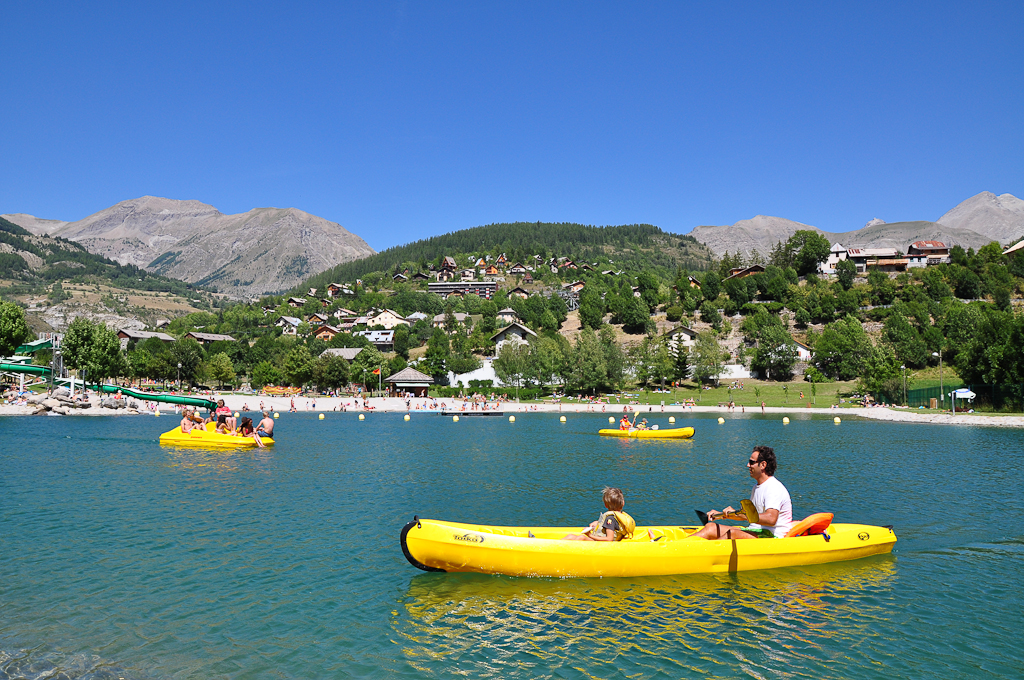
Lac d’Allos
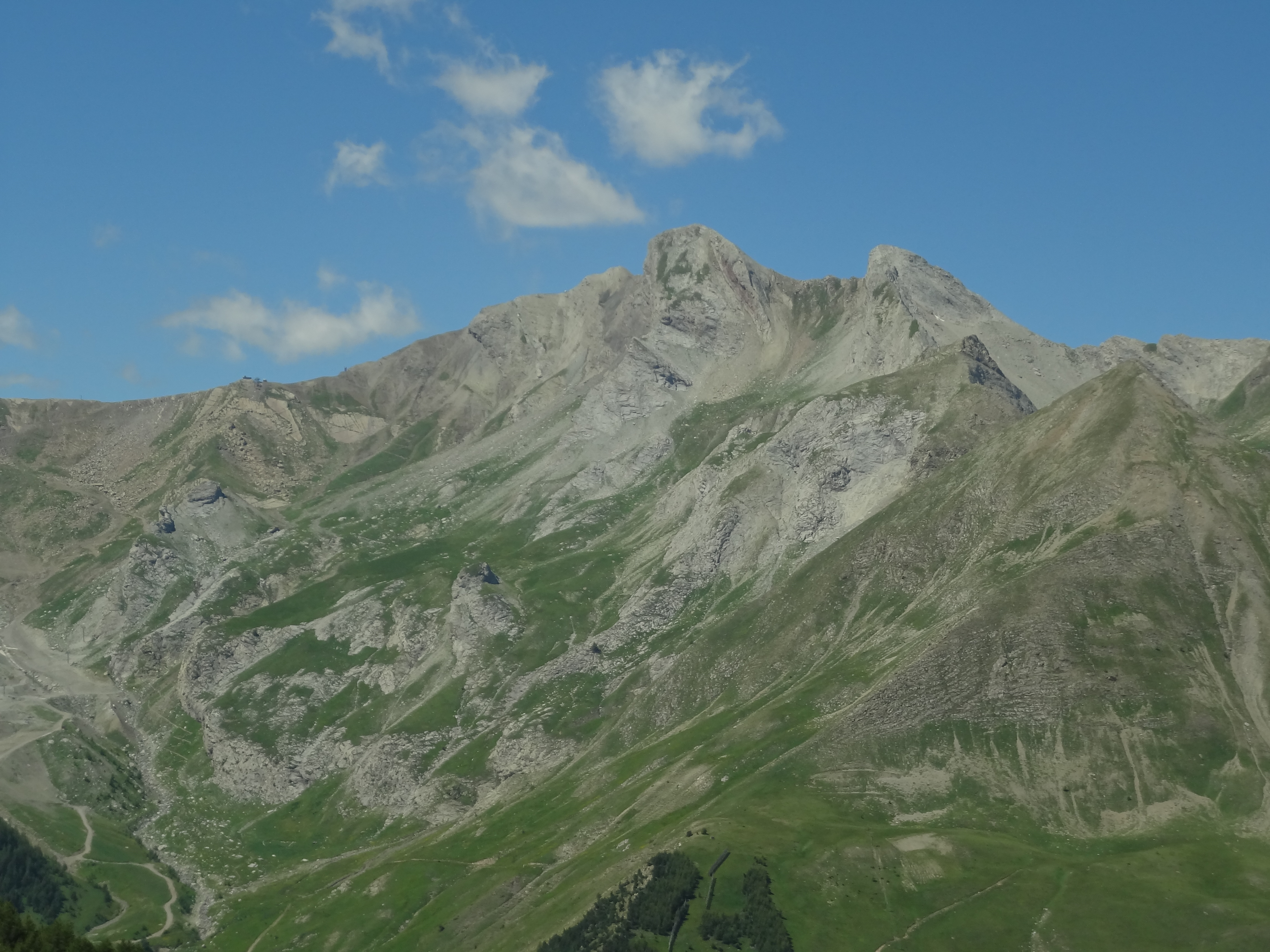
Les Trois Évêches, Bergspitzen bei Allos
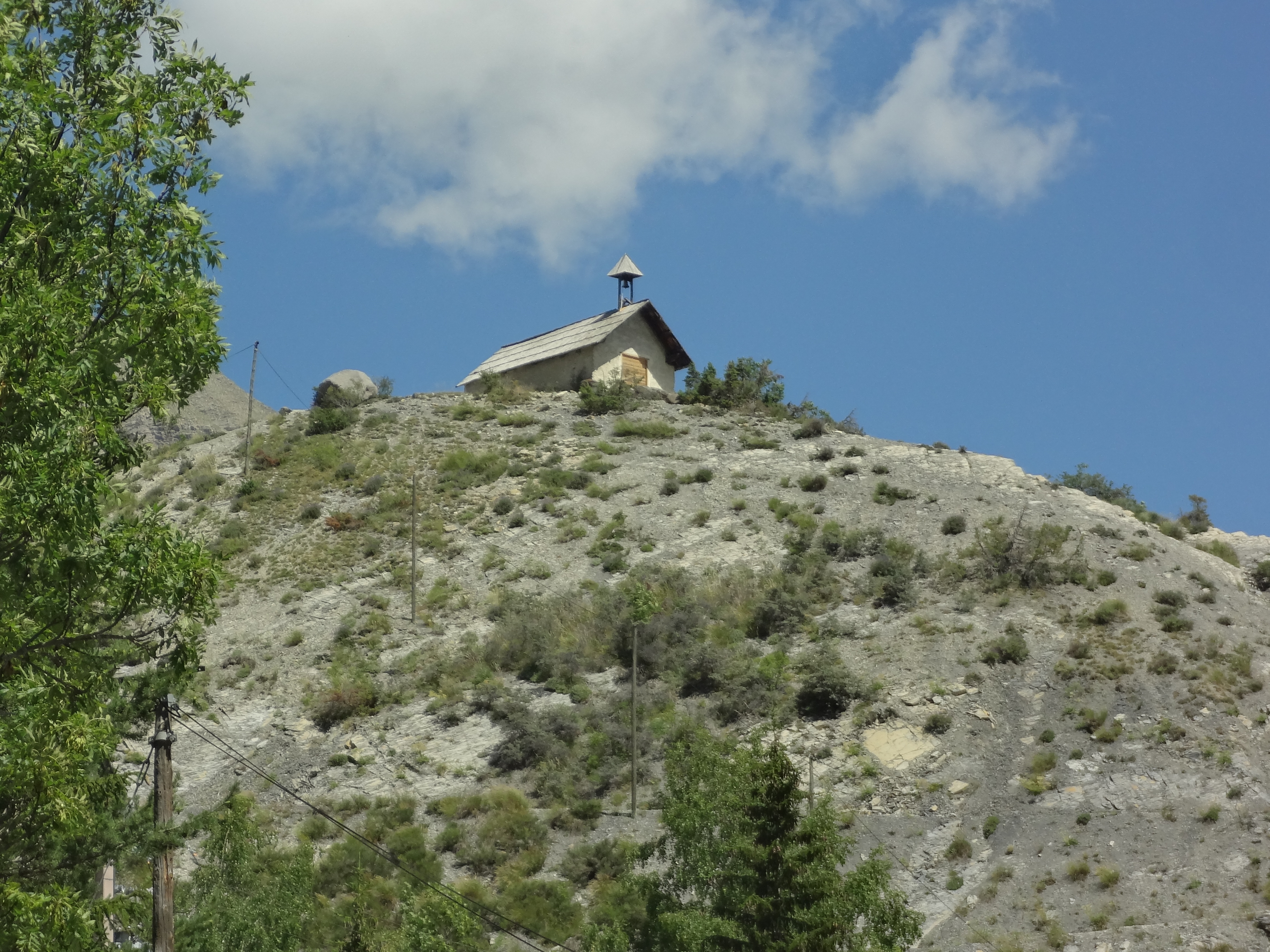
Kapelle Saint-Pierre
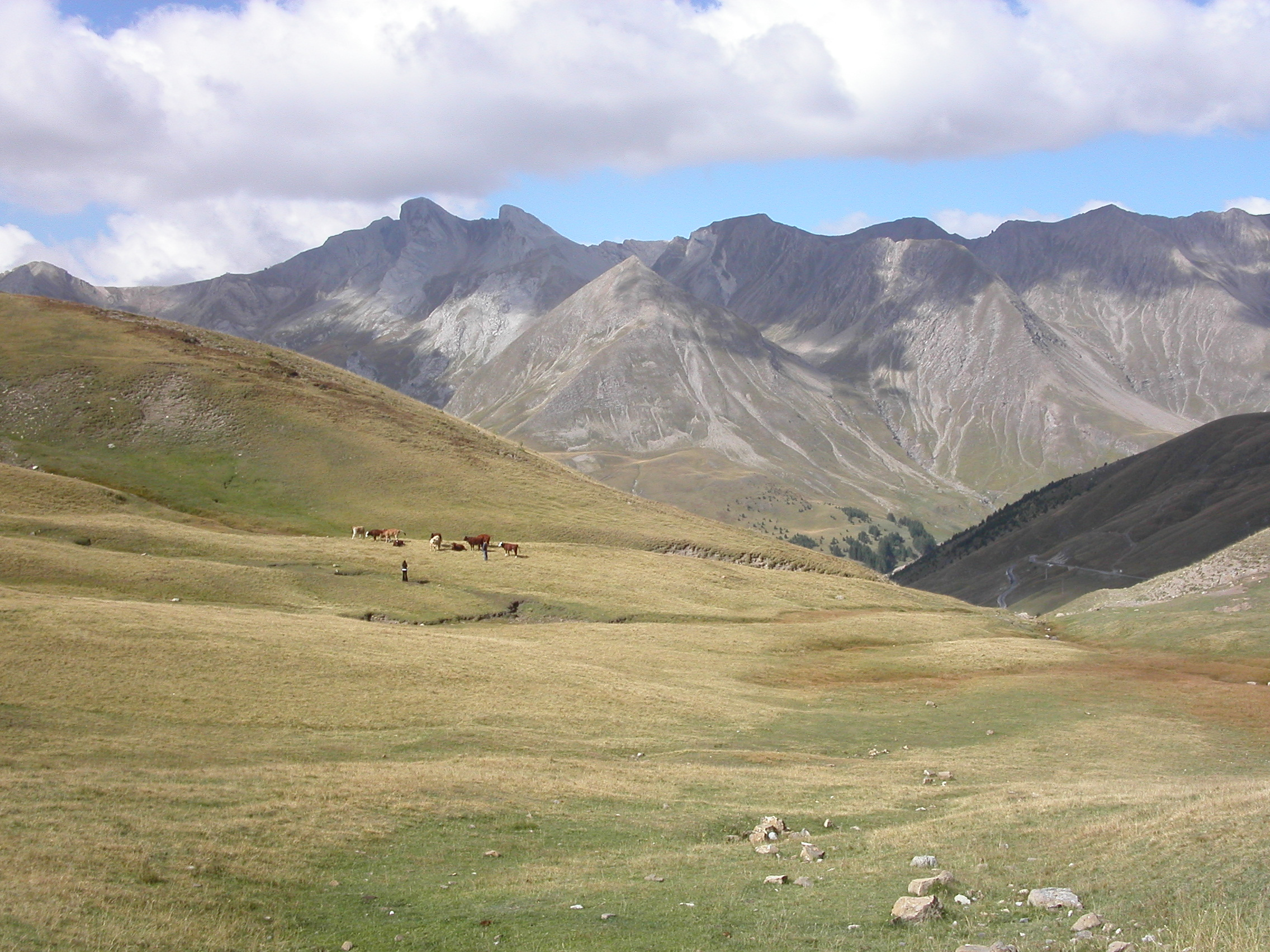
Aussicht vom Col d’Allos